# Ethel Smyth
Dame Ethel Mary Smyth (født 23. april 1858 i Sidcup, død 8. maj 1944 i Woking) var en engelsk komponist, dirigent, forfatter og en af forkæmperne for den britiske suffragettebevægelse.
Ethel Smyths liv var præget af forsøget på at få et gennembrud og en offentlig anerkendelse som komponist. Mens hendes umiddelbare forgængere og samtidige, som Clara Schumann og Fanny Mendelssohn, var en del af andre kvindelige komponister, ønskede Smyth at blive vurderet på lige fod med sine mandlige kolleger, og være i stand til at leve af musikken. Ethel Smyth komponerede symfoniske værker, kammermusik, korværker og operaer. Hendes mest kendte opera er The Wreckers, mens hendes mest kendte værk er The March of Women, som blev en hymne for den engelske kvindebevægelse.